# Lương Hưng (Đông Hán)
Lương Hưng (chữ Hán: 梁興, bính âm: Liang Xing; ?-212) là một thế lực quân phiệt cát cứ ở Tây Lương ở thời kỳ Tam Quốc trong lịch sử Trung Quốc. Khi Mã Siêu cất quân giao chiến với Triều đình nhà Hán ở Trận Đồng Quan (211), Lương Hưng đã hưởng ứng cuộc khởi sự này. Ông đã góp 10.000 binh lính trong liên quân Quan Trung. Khác với các viên tướng còn lại có xu hướng thân với Hàn Toại thì Lương Hưng cùng phe với Mã Siêu, trong trận Đồng Quan, Lương Hưng cũng đóng vai trò nhất định, là người chỉ huy một bộ phận kỵ binh của quân Tây Lương. Sau khi Từ Hoảng và Chu Linh vượt sông Bồ Phản thành công và xây dựng công sự thì quân Tây Lương mới phát hiện và khi đang quân Tào đang đào hào còn chưa xong, thì Lương Hưng dẫn hơn năm ngàn quân bộ kỵ Tây Lương lợi dụng đêm tối vây đánh Từ Hoảng. Quân Tào do Từ Hoảng chỉ huy đánh trả quyết liệt khiến quân Tây Lương phải bỏ chạy. Sau đó, trận Đồng Quan thất bại, Lương Hưng không đầu hàng mà bỏ trốn trở thành sơn tặc và tiếp tục có những hoạt động quấy nhiễu ở vùng Lũng Tây. Tào Tháo đã phái Hạ Hầu Uyên truy quét và giết ông. Trong Tam Quốc diễn nghĩa, La Quán Trung hư cấu ông là bộ tướng của Hàn Toại và giai đoạn sau của cuộc chiến ông cùng Hàn Toại và các tướng lập mưu chống lại Mã Siêu nhưng thất bại và bị Mã Siêu chém chết tại chỗ cùng với Mã Ngoạn.